# 女はそれを我慢できない (1956年の映画)
『女はそれを我慢できない』（おんなはそれをがまんできない、The Girl Can't Help It）は、1956年製作のアメリカ映画。
ジェーン・マンスフィールドのアイドル映画で、ロックンロール全盛期の歌謡系コメディ映画でもある。ビスタ・サイズ白黒が一般的だったロックンロール映画の中で初めてワイド・スクリーン（シネマスコープ）、フルカラーで撮影された映画である。そのため、作中でもスタンダード・サイズ、白黒の場面から、画面の両端が広がり、白黒からカラーになるという演出が加えられている。ザ・ビートルズはメンバー全員リバプールで見て影響を受けたと絶賛し、「ザ・ビートルズ・アンソロジー」で引用されている。
作家・映画評論家の小林信彦が引用している1981年のDanny Pearyの著作「Cult Movies」によると、この映画のプロットは1950年の映画『ボーン・イエスタデイ』の借り物とされている。

## 内容
酒好きの宣伝屋トム・ミラー（トム・イーウェル）はある日、過去にギャングの親分であったマードック（エドモンド・オブライエン）に出会う。彼はマードックに雇われ、ある条件の下、美人で有名な娘ジェリイ（ジェーン・マンスフィールド）をスターにする仕事をすることになる。その条件とは、絶対に彼女に手を出してはならないというものであったが、この2人は愛し合うようになってしまう。彼女には歌手になるつもりは毛頭ないのだが、マードックに恩義があるために断れず、下手な歌を唱わなければならない。マードックは彼女をスターにしなければ顔が立たないので、でたらめな声でレコードに吹き込んだ彼女の歌を、さまざまなインチキを並べ強引に町中の酒場にかけさせる。それが奇妙な人気を博し、彼女をスターにしてしまう。ニューヨークの初舞台が迫り、はじめは反対していたマードックも、トムとジェリイの仲を許し、めでたくゴール・インとなろうとしたところに、マードックに張り合うギャング親分のホイラーが乗り込んでくる。だがトムが機転をきかせ、マードックが自ら舞台に立つと、得意の「ロック・アラウンド・ザ・ロック・パイル」を歌う。聴衆は喝采し、一緒に感激したホイラーもマードックと握手し、2人の対立は解決する。その10年後、結婚を果たしたトムとジェリイの間には5人の子供が生まれ、マードックはよき「おじいさん」となっている。

## 日本での評価
米文学者の舌津智之は、「“can’t help it”という表現も、“仕方ない、避けられない”と訳すのが普通であり、代名詞の“it”をいちいち「それ」と訳出するのは一種の直訳的誤訳である。しかし、マリリン･モンローとも比較される女優のジェーン・マンスフィールドが主演するこの映画の邦題は、「それ」に性的な連想を込め、欲望を抑圧しない女性の官能的イメージを呼び覚ますことで、映画のお色気ムードと女性の自由・解放を巧みに演出したのである」としている。
また、同名の楽曲が大信田礼子やアン・ルイスからリリースされている。

## スタッフ
- 監督・脚本：フランク・タシュリン
- 脚本：ハーバート・ベイカー
- 原作：ガーソン・カニン
- 撮影：レオン・シャムロイ
- 音楽：ライオネル・ニューマン

## キャスト
- ジェーン・マンスフィールド
- トム・イーウェル
- エドモンド・オブライエン
- ジュリー・ロンドン
- レイ・アンソニー
- バリー・ゴードン
- ジョン・エメリー
- ファニタ・ムーア
- ヘンリー・ジョーンズ